# Xã Shuman, Quận Sargent, Bắc Dakota
Xã Shuman (tiếng Anh: Shuman Township) là một xã thuộc quận Sargent, tiểu bang Bắc Dakota, Hoa Kỳ. Năm 2010, dân số của xã này là 60 người.